# مادريغاليجو ديل مونتو
بلدية مادريغاليجو ديل مونتو (بالإسبانية: Madrigalejo del Monte)‏, هي إحدى بلديات مقاطعة برغش, التي تقع في منطقة قشتالة وليون, والتي تقع في شمال غرب إسبانيا.
يبلغ عدد سكانها 214 نسمة وفقاً لإحصائية سنة (2002).